# Putney (circonscription britannique)
Ne doit pas être confondu avec Putney.
Circonscription parlementaire de la Chambre des communes
La circonscription de Putney est une circonscription électorale anglaise située dans le Grand Londres et représentée à la Chambre des communes du Parlement britannique.

## Géographie
La circonscription comprend :
- La partie nord-est du borough londonien de Wandsworth
- Les quartiers de Roehampton, Putney Heath, Putney Vale, Putney et Southfields (partie)

## Députés
Les Members of Parliament (MPs) de la circonscription sont :
| Législature                | Années        | Député        | Député           | Parti        |
| -------------------------- | ------------- | ------------- | ---------------- | ------------ |
| Putney issue de Wandsworth |               |               |                  |              |
| 31e                        | 1918–1922     |               | Samuel Samuel    | Conservateur |
| 32e                        | 1922–1923     |               | Samuel Samuel    | Conservateur |
| 33e                        | 1923–1924     |               | Samuel Samuel    | Conservateur |
| 34e                        | 1924–1929     |               | Samuel Samuel    | Conservateur |
| 35e                        | 1929–1931     |               | Samuel Samuel    | Conservateur |
| 36e                        | 1931–1934     |               | Samuel Samuel    | Conservateur |
| 36e                        | 1934-1935     | Marcus Samuel |                  | Conservateur |
| 37e                        | 1935–1942     | Marcus Samuel |                  | Conservateur |
| 37e                        | 1942-1945     | Hugh Linstead |                  | Conservateur |
| 38e                        | 1945–1950     | Hugh Linstead |                  | Conservateur |
| 39e                        | 1950–1951     | Hugh Linstead |                  | Conservateur |
| 40e                        | 1951–1955     | Hugh Linstead |                  | Conservateur |
| 41e                        | 1955–1959     | Hugh Linstead |                  | Conservateur |
| 42e                        | 1959–1964     | Hugh Linstead |                  | Conservateur |
| 43e                        | 1964–1966     |               | Hugh Jenkins     | Travailliste |
| 44e                        | 1966–1970     |               | Hugh Jenkins     | Travailliste |
| 45e                        | 1970–1974     |               | Hugh Jenkins     | Travailliste |
| 46e                        | 1974–1974     |               | Hugh Jenkins     | Travailliste |
| 47e                        | 1974–1979     |               | Hugh Jenkins     | Travailliste |
| 48e                        | 1979–1983     |               | David Mellor     | Conservateur |
| 49e                        | 1983–1987     |               | David Mellor     | Conservateur |
| 50e                        | 1987–1988     |               | David Mellor     | Conservateur |
| 51e                        | 1992–1997     |               | David Mellor     | Conservateur |
| 52e                        | 1997–2001     |               | Tony Colman      | Travailliste |
| 53e                        | 2001–2005     |               | Tony Colman      | Travailliste |
| 54e                        | 2005–2010     |               | Justine Greening | Conservateur |
| 55e                        | 2010–2015     |               | Justine Greening | Conservateur |
| 56e                        | 2015–2017     |               | Justine Greening | Conservateur |
| 57e                        | 2017–2019     |               | Justine Greening | Conservateur |
| 57e                        | 2019          |               | Justine Greening | Indépendant  |
| 58e                        | 2019–2024     |               | Fleur Anderson   | Travailliste |
| 59e                        | 2024–en cours |               | Fleur Anderson   | Travailliste |

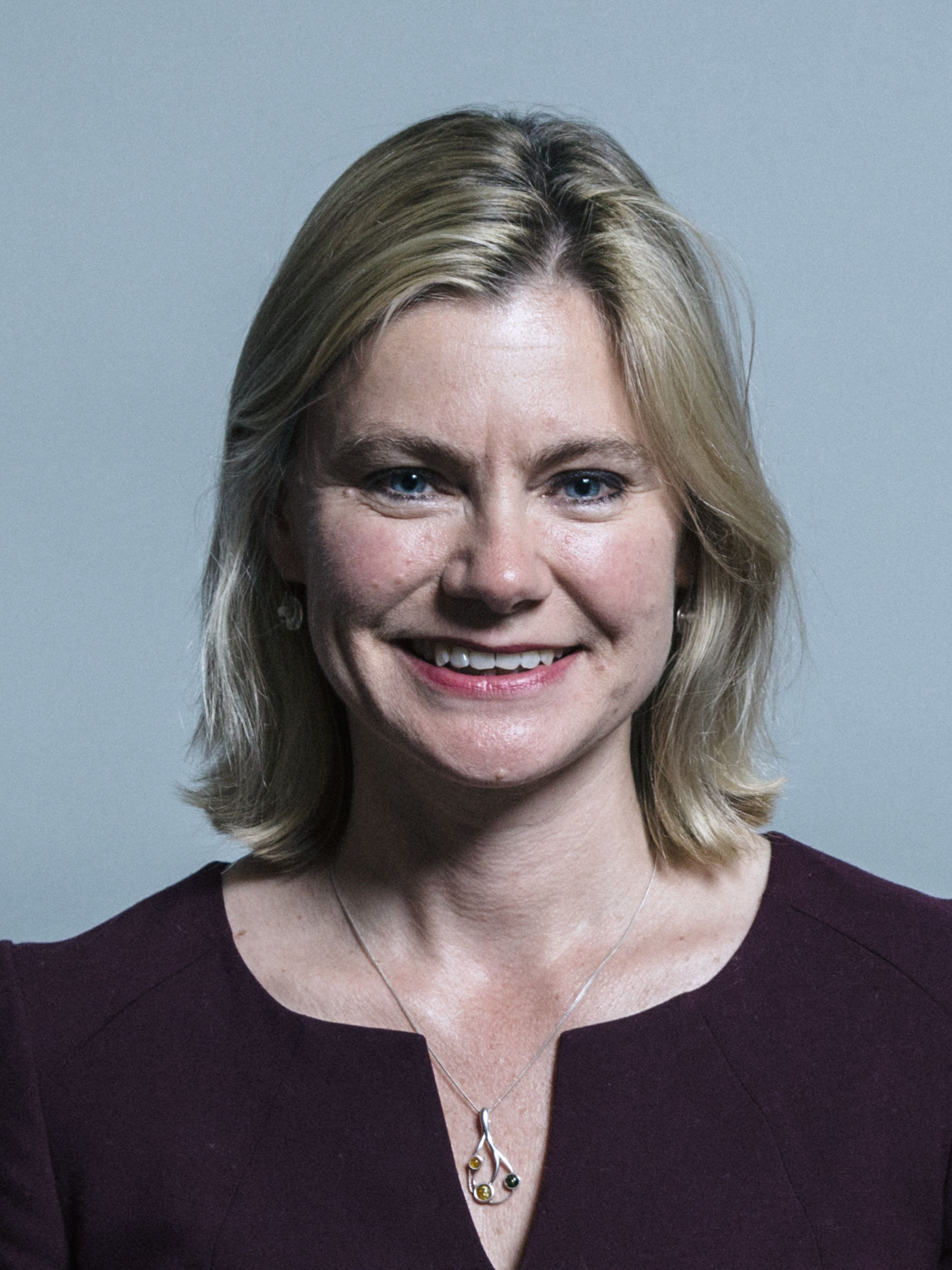
Justine Greening (2005-2019)
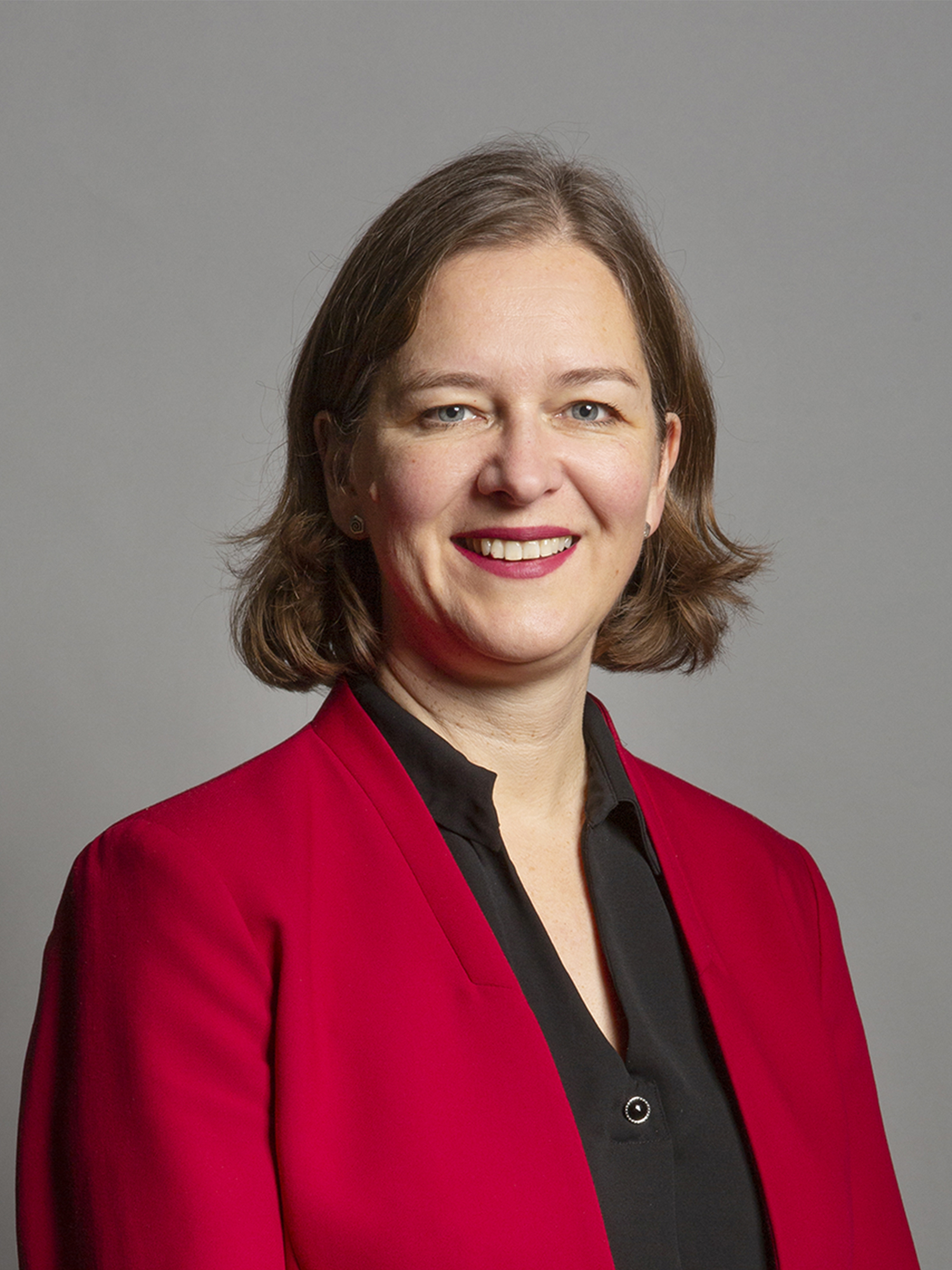
Fleur Anderson (depuis 2019)